# Frankiska Saale

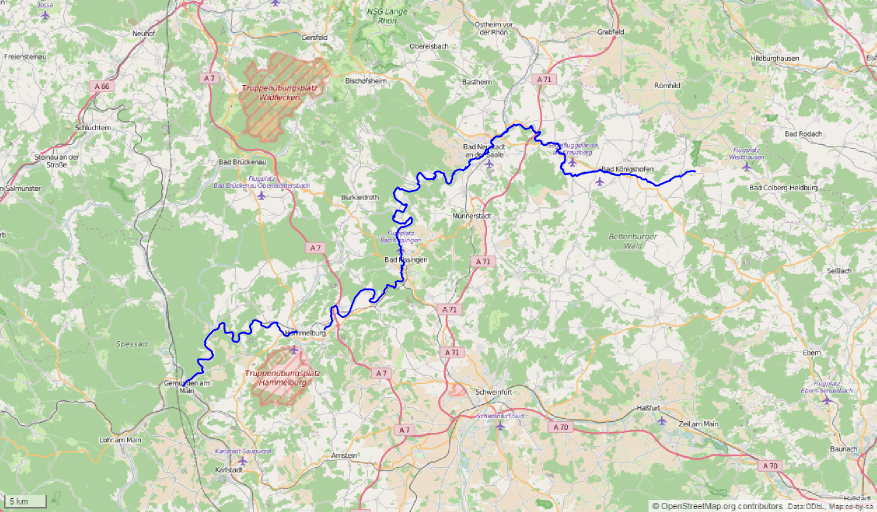
Karta över floden.

Frankiska Saale (tyska Fränkische Saale) är en flod i Franken i Tyskland, som vid Gemünden mynnar ut i Main.
Floden med den tyska vattenkoden 244 är nästan 140 km lång och avrinningsområdet är ungefär 2 764 km² stort.
Floden Frankiska Saale har sin källa vid orten Alsleben som ligger cirka 3 km sydost om Trappstadt på 314 meter över havet. Mynningen i Main ligger ungefär 160 meter lägre.